# Lambert Verdonk
Pour les articles homonymes, voir Verdonk.
Lambert Verdonk né le 20 septembre 1944 à Hoensbroek (Pays-Bas) est un footballeur néerlandais qui évoluait au poste d'attaquant.

## Carrière
1961-1963 : Hoensbroek ( Pays-Bas)

1962-1967 : PSV Eindhoven ( Pays-Bas)

1967-1968 : Sparta Rotterdam ( Pays-Bas)

1968-1970 : NEC Nimègue ( Pays-Bas)

1970-1972 : Go Ahead Eagles ( Pays-Bas)

1971-1972 : Olympique de Marseille ( France)

1972-1973 : AC Ajaccio ( France)

1973-1974 : AS Angoulême ( France)

1974-1979 : Hoensbroek ( Pays-Bas)

## Palmarès
- Champion des Pays-Bas : 1963
- Champion de France : 1972
- Coupe de France de football : 1972
- 4 sélections avec l'équipe des Pays-Bas